# Франтишек Зембжуски
Франтишек Зембжуски (на полски: Franciszek Zembrzuski, Франчишек Зембжуски) е потомък на известна полска дворянска фамилия, датираща от 17 век.

## Биография
След падането на Полша под руска власт голяма част от полската аристокрация напуска страната. Зембжуски заминава за Италия и се присъединява към армията на Джузепе Гарибалди. За воинските му заслуги е награден със златен кръст от Червения кръст.
След Освобождението на България Франтишек се заселва в България. Тук се раждат 4-те му деца, които го даряват с 15 внуци. Най-големият му син Павел участва в строителството на железопътния транспорт, негово дело е и първото в страната патентно бюро. Адолф е дългогодишен секретар на българската дирекция по търговия и селско стопанство в София. Взима участие като доброволец в Сръбско-българската война и се връща с орден за храброст. В семейството на Павел се раждат 4 деца, сред които и Зджислав Зембжуски.